# Lionel Penrose
Lionel Sharples Penrose (11 giugno 1898 – 12 maggio 1972) è stato uno psichiatra e genetista britannico.

## Biografia
Nacque da Elizabeth Josephine Peckover e dal pittore James Doyle Penrose. Studiò alla Downs School di Colwall e alla Quaker Leighton Park School di Reading. Appartenente alla Società degli Amici e obiettore di coscienza, dal 1916 servì come conducente di ambulanze per la Croce Rossa britannica in Francia fino alla fine della prima guerra mondiale. Dopo la guerra studiò al St. John's College di Cambridge.
Il suo studio "Colchester Survey" del 1938 fu il primo serio tentativo di studiare le cause genetiche del ritardo mentale. In una indagine statistica, trovò che i parenti di persone con seri problemi di ritardo mentale non ne erano normalmente affetti, ma alcuni presentavano lo stesso quadro diagnostico, mentre i parenti di persone con lievi problemi di ritardo mentale avevano, in alcuni casi, un basso grado di disabilità. Penrose cominciò allora una ricerca per  identificare le cause genetiche del ritardo mentale (allora chiamato deficienza mentale), individuandole in una alterazione dei cromosomi. Espose i risultati nel libro The Biology of Mental Defect (Sidgwick and Jackson, Londra, 1949).
Penrose fu una figura di spicco della comunità dei genetisti britannici dopo la seconda guerra mondiale. Dal 1945 al 1965 fu titolare della Galton Chair di eugenetica al Galton Laboratory dell'University College dell'Università di Londra.
Nel suo articolo del 1939, Mental Desease and Crime: Outline of a Comparative Study of European Statistics, pubblicato sul British Journal of Medical Psychology, Penrose fa notare come spesso il numero di detenuti nelle prigioni sia inversamente proporzionale al numero di ricoverati in cliniche psichiatriche. Questo tipo di relazione, anche se considerata troppo semplicistica, è a volte citata come "Legge di Penrose".
Ottenne molti riconoscimenti, tra cui il Lasker Award per la ricerca medica di base, ricevuto nel 1960.
Nel 1972 è stato eletto membro della Royal Society.
Dalla moglie Margaret Leathes, sposata nel 1928, ha avuto quattro figli:
- Oliver Penrose (nato nel 1929), insegnante di matematica
- Sir Roger Penrose (nato nel 1931), matematico e fisico, grande esperto di relatività generale
- Jonathan Penrose (nato nel 1933), Grande maestro di scacchi, 10 volte campione britannico
- Shirley Penrose Hodgson (nata nel 1945), genetista.